# Туристички цвет (награда)
Туристички цвет је награда Туристичке организације Србије која се традиционално додељује за значајна остварења у подизању квалитета туристичких услуга, као и за допринос развоју, унапређењу и промоцији туризма, физичким и правним лицима у Србији.

## О самој награди
Tуристичка организација Србије као званични институционални носилац промоције туризма Републике Србије сваке године додељује највише признање у туризму - награду Туристички цвет.
Награду Туристички цвет је установио Туристички савез Србије 21. јуна 1982. године и те године је награда први пут и додељена. А 16. јуна 1983. године установљен као трајна награда. Акција се одвијала у 2 циклуса: летњем и зимском, а равноправни организатори и реализатори су поред Туристичког савеза Србије били Радио Београд II програм и Политика експрес. Од самог формирања награде категорије су се мењале и прилагођавале тренутној ситуацији у туристичкој привреди Србије. Године 1983. признања су се уручивала у категоријама: место, објекат, појединац, док су се од 1986. године додељивала и признања Туристички пупољак у категоријама: место и објекат. У периоду од 1982 – 1991. године награда Туристички цвет је додељивана сваке године. Како је у периоду од 1992. до 1994. године била у току трансформација статуса Туристичког савеза Србије у Туристичку организацију Србије, у том периоду се није спроводила акција додељивања награде Туристички цвет. Туристичка организација Србије је формирана 1994. године Законом о туризму и награда Туристички цвет се поново додељује од 1995. године, сваке године у континуитету.

### Награде
Сви добитници „Туристичког цвета“ награђују се дипломом и пригодном статуом. Награђени  добијају:
- Туристичка организација – учешће на једном сајму туризма у иностранству (инфопулт са исписом и пропусница; трошкови смештаја и пута за једну особу). ТОС одређује избор сајма на коме ће награђена туристичка организација учествовати у складу са годишњом промотивном кампањом.
- Туристичка манифестација – једно оглашавање у штампаним медијима у земљама региона.
- Рецептивна туристичка агенција – учешће на једном сајму туризма/радионици у иностранству (инфопулт са исписом и пропусница, трошкови пута и смештаја за једну особу). ТОС одређује избор сајма/радионице на коме ће награђена туристичка агенција учествовати у складу са годишњом промотивном кампањом.
- Угоститељски објекат за смештај – хотел и остали објекти за смештај –  учешће на једном сајму туризма/радионице у иностранству (инфопулт са исписом и пропусница; трошкови пута и смештаја за једну особу). ТОС одређује избор сајма/workshop на коме ће награђени угоститељски објекти за смештај учествовати у складу са годишњом промотивном кампањом.
- Организација или појединац за допринос унапређивању туризма и подизању квалитета туристичких услуга – посету једном међународном сајму туризма у иностранству (трошкови пута и смештаја за једну особу). ТОС одређује избор сајма на коме ће награђена организација или појединац учествовати у складу са годишњом промотивном кампањом.[2]

### Добитници награде
Туристичке организације које су добиле награду:
- 2022 - Туристичка организација града Лознице[4]
- 2021 - Туристичка организација Чачка[5]
- 2019 - Туристичка организација Врњачке Бање
- 2018 - Туристичка организација града Новог Сада
- 2017 - Организација за туризам и културу Сокобања
- 2016 - Туристичка организација општине Сремски Карловци
- 2015 - Туристичка организација општине Књажевац
- 2014 - Туристичка организација града Суботице
- 2013 - Градска туристичка организација Крагујевац
- 2012 - Туристичка организација Чачак
- 2011 - Туристичка организација Ниш
- 2010 - Туристичка организација Златибор
- 2009 - Туристичка организација општине Бачки Петровац
- 2008 - Организација за туризам, културу и спорт Сокобања
- 2006 - Туристичка организација Опленац-Топола
- 2005- Спортско туристички центар Бајина Башта
- 2004 - Туристичка организација Апатин
- 2003 - Нови Сад
- 2002- Палић
- 2001 - Сокобања
- 1999 - Златибор
- 1998 - Златибор
- 1997 - Палић
- 1996 - Београд
- 1995 - Врњачка Бања